# 石川三郎 (実業家)
石川 三郎（いしかわ さぶろう、1913年4月27日 - 1999年11月1日）は、日本の経営者。日本触媒化学工業社長を務めた。兵庫県神戸市出身。

## 経歴
1936年に京都帝国大学工学部工業化学科を卒業し、後に日本触媒化学工業に入社。
取締役、常務、専務を経て、1979年2月に副社長に就任し、1981年2月には社長に昇格。1986年2月に会長を経て、1990年2月から相談役を務めた。
1960年に大河内記念賞を受賞し、1969年11月に紫綬褒章を受章し、1977年4月に藍綬褒章を受章し、1990年4月に勲三等旭日中綬章を受章。
1999年11月1日心不全のために死去。86歳没。